# Polyák Imre
Polyák Imre (Kecskemét, 1932. április 16. – Budapest, 2010. november 15.) a Nemzet Sportolója címmel kitüntetett olimpiai bajnok kötöttfogású birkózó.

## Sportpályafutása
Első edzője Lajosmizsén a budapesti születésű Marton László lett, aki Czája János segítségével kezdte a birkózást még fiatalon. Később felnőttként, Lajosmizsére kerülése után összeszedte az utcán játszó gyerekeket és elkezdte tanítani őket birkózni. Így került a kezei közé Polyák Imre is, akiben látta a szorgalmat, ezért tovább segítette az útját Budapestig.
1949-ben jelentkezett a Budapesti Dózsába, ahol edzője Matura Mihály lett. 1951-ben a berlini főiskolai világbajnokságon ezüstérmet szerzett. 1952-ben a Helsinkiben megrendezett olimpián ezüstérmes lett pehelysúlyban. 1953-ban a nápolyi birkózó világbajnokságon helyezetlenül végzett. 1954-ben Budapesten főiskolai világbajnokságot nyert. 1955-ben Karlsruhéban aranyérmes volt a birkózó világbajnokságon. 1956-ban a melbourne-i olimpián ezüstérmes lett. 1958-ban megnyerte a budapesti birkózó világbajnokságot. 1960-ban a római olimpián ismét második helyen végzett. 1961-ben a jokohamai birkózó világbajnokságon könnyűsúlyban második volt. 1962-ben Toledóban – újra pehelysúlyban versenyezve – megnyerte a birkózó világbajnokságot. 1963-ban a hälsinborgi világbajnokságról ezüstérmesként térhetett haza. 1964-ben a tokiói olimpián – három olimpiai ezüstérem után – sikerült a döntőben is győznie, olimpiai bajnokságot nyert; emellett ezen az olimpián már a válogatott segédedzőjeként is tevékenykedett Gurics György mellett. 1951 és 1964 között 51 alkalommal volt magyar válogatott, 12-szer országos egyéni bajnok (ötször pehelysúlyban, hétszer könnyűsúlyban). Kétszer csapatban is magyar bajnokságot nyert.

## Civil pályafutása
Budapestre kerülése után a Hordógyár kazánfűtője, majd a Rendőrség tagja lett. Tizennyolc évet töltött az V. kerületi rendőrkapitányságon. Rövid ideig a közrendvédelmi osztályon, majd a közlekedésrendészeten, 1964-től az útlevélosztályon dolgozott. Rendőr-akadémiát és a Testnevelési Főiskolán birkózó szakedzői tanfolyamot végezett. 1965-től az Újpesti Dózsa edzője, később birkózó-szakosztályvezetője, szaktanácsadója volt. 1982-ben a Belügyminisztérium dolgozójaként vonult nyugdíjba. Vállalkozó lett, Budapest VII. kerületében, a Dob utcában lévő Olimpiai borozó tulajdonosa volt. 1997-ben nyugállományú rendőr alezredessé léptették elő.
1989-ben a MOB tiszteletbeli tagja, 1990-ben a Magyar Birkózó Szövetség elnökségének tiszteletbeli tagja lett. Síremléke a Szent István-bazilika altemplomában található.

## Sikerei, díjai, elismerései
- Magyar bajnokság
  - bajnok (11): 1952, 1953, 1954, 1955, 1956 (kötöttfogás pehelysúly), 1957, 1958, 1959, 1960, 1963, 1964 (kötöttfogás könnyűsúly)
  - 2.: 1962 (kötöttfogás könnyűsúly)
  - 3.: 1950 (szabadfogás, pehelysúly)
- A Magyar Népköztársaság Érdemes Sportolója (1954)[5]
- Az év magyar sportolója (1958, 1962)
- Az év magyar birkózója (1964)
- A Magyar Köztársasági Érdemrend középkeresztje (1994)
- MOB Olimpiai aranygyűrű (1995)
- A Köztársasági Elnök aranyérme (1996)
- az évszázad birkózója (2000)
- vitézzé avatták (2000)
- A birkózó Hírességek Csarnokának tagja (2003)
- A Nemzet Sportolója (2004)
- MOB-érdemrend (2005)
- Zugló díszpolgára[6]

## Emlékezete
- Polyák Imre sportcsarnok Lajosmizsén (2014)[7]